# Pterostylis grandiflora
Pterostylis grandiflora là một loài lan đặc hữu đông Australia.